# Dryophytes immaculatus
Dryophytes immaculatus is een kikker uit de familie boomkikkers (Hylidae).
De soort werd voor het eerst wetenschappelijk beschreven door Oskar Boettger in 1888. Oorspronkelijk werd de wetenschappelijke naam Hyla chinensis var. immaculata gebruikt. De soort stond lange tijd bekend onder de wetenschappelijke naam Hyla immaculata. De huidige soortaanduiding immaculatus betekent vrij vertaald 'ongevlekt'. Deze naam slaat op de egaal heldergroene kleur een de bovenzijde.

## Verspreiding en habitat
Deze soort is endemisch in China. Het is een bewoner van laaglanden die in verschillende oppervlaktewateren te vinden is zoals vijvers en poelen en kleine beekjes.